# ويفر فيل (دائرة انتخابية في المملكة المتحدة)
ويفر فيل (بالإنجليزية: Weaver Vale)‏ هي إحدى الدوائر الانتخابية في المملكة المتحدة الممثلة في مجلس العموم في برلمان المملكة المتحدة.
عضو البرلمان الذي يمثلها حالياً هو :Mr Mike Hall (Lab).